# Motorzinho
Ruy Castro dos Santos, mais conhecido como Motorzinho (Alegrete, 30 de setembro de 1915), foi um ex-futebolista brasileiro que jogava como meia e meia-esquerda e técnico de futebol.
Como jogador destacou-se pelo Sport Club Internacional e como técnico, no Clube Atlético Paranaense, quando criou o esquadrão de 1949 que deu origem ao apelido de Furacão ao clube paranaense
.

## Carreira

### Jogador
Pelo Internacional, o gaúcho era peça importante no tima da década de 1940, apelidado de Rolo Compressor, onde ganhou o carinhoso apelido de Motorzinho. Foi hexacampeão gaúcho pelo clube colorado.
Também jogou pelo Grêmio e no Renner.

### Treinador
Após aposentar-se como jogador, criou o clube Força e Luz e em excursão com o time na capital do Paraná, foi convidado a ser treinador do Atlético Paranaense em 1948, montando a base do time que, com motorzinho, seria o campeão de 1949 com uma das equipes mas lembradas da história do clube paranaense.
Após sair do Atlético, foi para o interior do Paraná e criou o Cambaraense Atlético Clube sendo vice-campeão do Centenário do Estado do Paraná.
Em 1955, foi novamente campeão com o Clube Atlético Monte Alegre, no primeiro título paranaense por um clube do interior do estado.
Retornou o Atlético Paranaense por várias vezes mas foi como treinador do Clube Atlético Ferroviário que lançou um dos ídolos do Atlético Paranaense: Barcímio Sicupira Júnior.

## Títulos
Internacional
- Campeonato Gaúcho: 1940, 1941, 1942, 1943, 1944, 1945
- Campeonato Citadino de Porto Alegre: 1940, 1941, 1942, 1943, 1944, 1945
- Torneio Triangular de Porto Alegre: 1945
- Torneio Extra de Porto Alegre: 1946
- Torneio Relâmpago de Porto Alegre: 1939

Renner
- Torneio Extra de Porto Alegre: 1947